# وتر (علم الفلك)

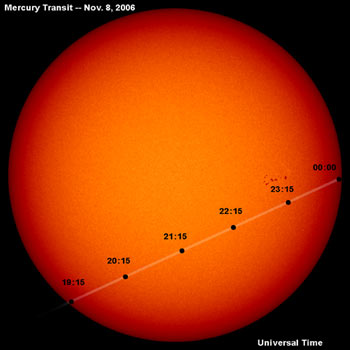
عبور عطارد وتر يعبر الشمس

في علم الفلك، يشير مصطلح الوتر عادة إلى خط يعبر جرم فلكي ويتشكل خلال حدث الإحتجاب . ومن خلال إجراء قياسات دقيقة لبداية ونهاية وقت الحدث،، ومقارنتها مع الموقع المعروف للمراقب ومدار الجرم، يمكن تحديد طول وتر يعطي دلالة على حجم الجرم المحتجب. وبالجمع بين عمليات الرصد من عدة مواقع مختلفة يمكن قياس أوتار متعددة تعبر الجرم المحتجب تحدد وبدقة أكثر شكل وحجم الجرم المحتجب.
تقنية أستخدام عمليات الرصد من عدة مواقع مختلفة خلال نفس الحدث أستخدمت للإستنتاج نماذج أكثر تطورا لأشكال للكويكبات والتي يمكن أن تكون ذات شكل غير منتظم للغاية.مثال بارز على هذا حدث في عام 2002 عندما حجب الكويكب 345 ترسيدينا نجم مشرق جدا كما يشاهد من أوروبا.خلال هذا الحدث سجل فريق من 105 مراقب على الأقل 75 وترآ عبر سطح الكويكب مما سمح بتحديد دقيق لحجم الكويكب .
بالإضافة إلى استخدام مدار معروف لتحديد حجم جرم فلكي يمكن أيضا أن تستخدم العملية العكسية. في هذة العملية يستخدم حجم الجرم المحتجب المعروف ووقت الاحتجاب لتحديد طول وتر الجرم في الخلفية عندما يعبر الجرم الأمامي. وبمعرفة الوتر وحجم الجرم الأمامي، يمكن تحديد مدار الجرم بدقة أكثر.
هذا الاستخدام لمصطلح «وتر» يشبه المفهوم الهندسي :{طالع وَتَر الدائرة} الفرق هو أنه في المعنى الهندسي الوتر يشير إلى مقطع الخط الدائري الذي يقع على الدائرة، في حين بالمعنى الفلكي شكل الاحتجاب ليس بالضرورة دائري.

## عملية المراقبة
لأن ظاهرة احتجاب جرم فلكي أمر نادر الحدوث، فإن عملية مراقبة أحداث الاحتجاب تبدأ بإنشاء قائمة بالأهداف المرشحة. يتم إنشاء قائمة بواسطة جهاز كمبيوتر يحلل المدارات المقترحة لمجموعة كبيرة من الأجرام ذات المعلمات المدارية المعروفة. وبمجرد اختيار الحدث المرشح الذي يمر بمسار أرضي فوق موقع المراقب، تبدأ الاستعدادات للمراقبة. وقبل بضع دقائق من وقوع الحدث يوجة تلسكوب الرصد بأتجاة النجم الهدف ويتم تسجيل المنحنى الضوئي للنجم. تسجيل المنحنى الضوئي يستمر بعد الحدث المتوقع لفترة قصيرة. ويعزى هذا الوقت الإضافي للتسجيل جزئيا إلى عدم توفر بيانات دقيقة حول مدار الأجرام المحتجبة وأيضا بسبب إمكانية رصد أجرام أخرى تدور حول الهدف الأساسي (على سبيل المثال في حالة الكويكبات الثنائية، كما تم الكشف عن نظام الحلقات حول كوكب أورانوس بهذه الطريقة).

## روابط خارجية
- الأحداث القادمة لأحتجاب الكوكيبات
- الجمعية الدولية لتسجيل جدول مواعيد أحداث الاحتجابات
- مناقشة مختصرة حول أحتجاب الكوكيبات